# Po čertech velkej koncert
Po čertech velkej koncert je koncertní album české hudební skupiny Kabát. Bylo nahráno na koncertě při příležitosti dvacátého výročí fungování kapely Kabát 20 let ve stejné sestavě v Praze 12. září 2009. Album na dvou CD vyšlo 27. listopadu 2009. V roce 2010 se ho v České republice prodalo 43 tisíc kusů a bylo tak třetím nejprodávanějším albem.

## Seznam skladeb
Disk 1
1. „Porcelánový prasata“
2. „Piju já, piju rád“
3. „V pekle sudy válej“
4. „Corrida“
5. „Bára“
6. „Frau Vogelrauch“
7. „Malá dáma“
8. „Dole v dole“
9. „Óda na konopí“
10. „Bruce Willis“
11. „Úsměv pana Lloyda“
12. „Go satane go“
13. „Stará Lou“
14. „Ďábel a syn“
15. „Šaman“
16. „Raci v práci“
17. „Číňani“
18. „Joy“

Disk 2
1. „Všechno bude jako dřív“
2. „Kalamity Jane“
3. „Opilci v dějinách“
4. „Tak teda pojď“
5. „Kůže líná od Kolína“
6. „Colorado“
7. „Máš to za sebou“
8. „Na sever“
9. „Děvky ty to znaj“
10. „Buldozerem“
11. „Starej bar“
12. „Má jí motorovou“
13. „Láďa“
14. „Kdo ví jestli“
15. „Pohoda“
16. „Burlaci“
17. „Žízeň“
18. „Moderní děvče“